# Aleksandr Zavialov
Aleksandr Zavialov (n. 2 iunie 1955, Moscova, RSFS Rusă, URSS) este un schior de fond ce a reprezentat Rusia, medaliat olimpic. A participat la 2 ediții ale Jocurilor Olimpice (1980, 1984) în care a câștigat două medalii de argint.